# Отдел Средней Азии и Казахстана в Гербарии Московского университета

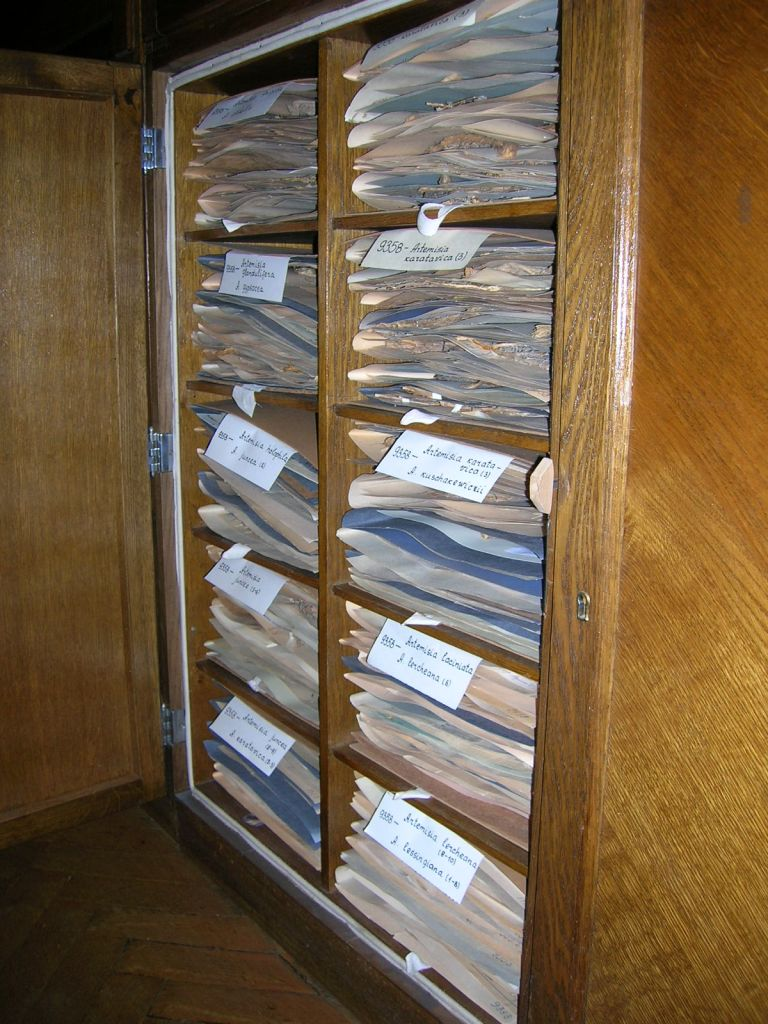
Один из шкафов в отделе Средней Азии

Отдел Средней Азии и Казахстана в Гербарии Московского университета — Один их основных отделов Гербария Московского университета.

## История
До 1917 г. ботаниками Московского университета практически не проводились исследования в азиатской части России. Однако в этот период МОИП организовывало крупные экспедиции за счет собственных средств в азиатские регионы Российской Империи и собранные в этих экспедициях коллекции долго хранились отдельно в фондах МОИП. Позже эти коллекции поступили в Гербарий Московского университета.
Лишь после 1918 г., когда Д. П. Сырейщиков принял руководство Гербарием, он пришел к решению выделить гербарий Средней Азии и Казахстана в отдельный фонд. Основу отдела флоры Средней Азии и Казахстана составили казахстанские и среднеазиатские коллекции Н. В. Павлова и С. Ю. Липшица (свыше 20 тыс. листов), а также относительно немногочисленные дореволюционные коллекции других авторов. Н. В. Павлов разобрал и включил в основной фонд Гербария ценнейшие материалы первых русских исследователей Джунгарии и Туркмении — Г. С. Карелина и И. П. Кирилова, а также «привел в образцовый порядок и все прочие среднеазиатские коллекции». Значительное пополнение среднеазиатский отдел получил в 1930-е гг.: в обмен на гербарий О. А. Федченко и Б. А. Федченко, посланный в Среднеазиатский (ныне Ташкентский) университет; оттуда в 1930 и 1935 гг. были получены дублетные материалы, включающие изданные гербарием САГУ эксикаты флоры Средней Азии. В те же годы (1934, 1938) в Гербарий Московского университета передал ботанические сборы своих экспедиций (в основном с территории Казахстана и Средней Азии) Всесоюзный научно-исследовательский институт каучука и гуттаперчи; поступили также дублетные материалы из Ботанического института АН СССР (ныне БИН РАН). В последующие годы отдел пополнялся как за счет материалов, собираемых ботаниками МГУ в различных экспедициях, так и за счет поступлений «со стороны»: из экспедиций Всесоюзного научно-исследовательского института лекарственных растений (ВИЛАР), Аэрогеологического треста, Института географии РАН, республиканских академий и частных лиц.
С начала 1970-х гг. фонды отдела увеличились примерно на 14 тысяч листов. Большой вклад в пополнение коллекций отдела внес М. Г. Пименов и его коллеги по Ботаническому саду МГУ — Е. В. Клюйков, Л. И. Сдобнина, Ю. В. Баранова, Т. В. Лаврова и др.; особенно это касается семейства Umbelliferae, коллекция которых сейчас по объему уступает только Compositae.
В 1970-е гг. фонды отдела значительно пополнились (также как и фонды отдела флоры Кавказа) за счет великолепных сборов И. С. Щукина и А. В. Щукиной из различных регионов Средней Азии, относящихся к 1930-1960-м гг.
На 1 февраля 2005 г. фонды отдела флоры Средней Азии и Казахстана включали 88 772 листа (12,14 % объема Гербария Московского университета в целом), представляющие 6809 таксонов видового и подвидового рангов и 1135 родов.

## Районы
Отдел разделен на 10 районов: 1—5 — горные районы, 6—10 — равнинные:

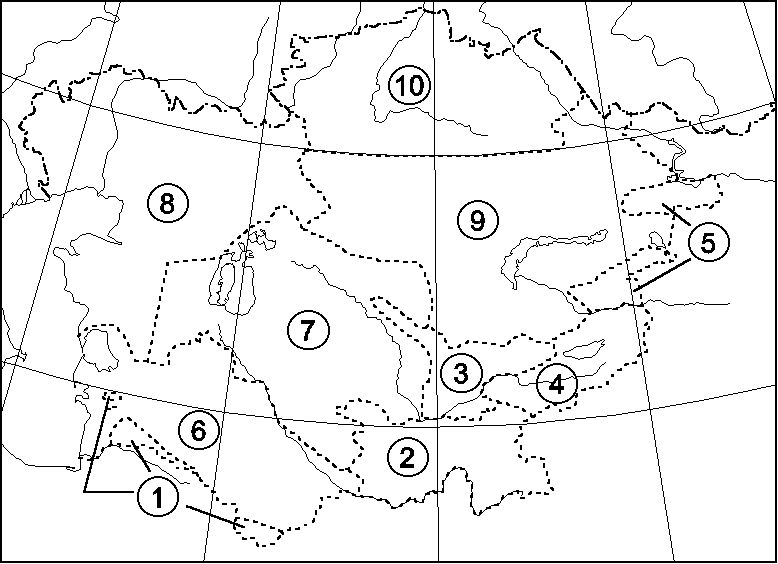
Районирование отдела Средней Азии

1. Копетдаг, Бадхыз, Малый и Большой Балхан (горные районы Туркмении);
2. Памир и Памиро-Алай (Таджикистан (кроме крайнего севера Согдийской области); Баткенская и Ошская (кроме северо-восточной части) области Киргизии; Сурхандарьинская область, горные районы Самаркандской и Кашкадарьинской областей Узбекистана);
3. Западный Тянь-Шань и Каратау (Таласская, Джалал-Абадская (кроме восточной части) и Ошская (северо-восточная часть) области Кыргызстана; горные районы Жамбылской и Южно-Казахстанской областей Казахстана; горные районы Ташкентской и Наманганской областей Узбекистана; крайний север Согдийской области Таджикистана);
4. Северный и Центральный Тянь-Шань (восточная часть Джалал-Абадской, Иссык-Кульская, Нарынская и Чуйская области Кыргызстана; горные районы Алматинской области Казахстана);
5. Джунгарский Алатау и Тарбагатай (горная часть востока Алматинской и юга Восточно-Казахстанской областей Казахстана)
6. Каракумы (Туркмения — кроме горных районов);
7. Сырдарьинские пустыни и Кызылкумы (Узбекистан, кроме горных районов; Кызылординская область и равнинная часть Южно-Казахстанской области Казахстана);
8. Прикаспийский Устюрт и Северное Приаралье (Казахстан: Мангистауская, Атырауская, Западно-Казахстанская и Актюбинская области);
9. Муюнкумы, Прибалхашье и Бетпак-Дала (Казахстан: равнинные части Жамбылской, Алматинской и Восточно-Казахстанской областей; Карагандинская и Костанайская области южнее 50° с. ш.);
10. Северный и Центральный Казахстан (Северо-Казахстанская, Акмолинская, Павлодарская области; Костанайская и Карагандинская области севернее 50° с. ш.).